# خلیل‌آباد (سیرجان)
خلیل‌آباد روستایی در دهستان محمودآبادسید بخش زیدآباد شهرستان سیرجان استان کرمان ایران است.

## جمعیت
بر پایه سرشماری عمومی نفوس و مسکن در سال ۱۳۹۵ جمعیت این مکان ۵۷۵ نفر (۱۷۱خانوار) بوده‌است.